# Rubus sieberi
Rubus sieberi är en rosväxtart som beskrevs av Hofm.. Rubus sieberi ingår i släktet rubusar, och familjen rosväxter. Inga underarter finns listade i Catalogue of Life.